# Dietmar Schönherr
Dietmar Otto Schönherr (n. 17 mai 1926, Innsbruck, Austria – d. 18 iulie 2014, Ibiza⁠(d), Insulele Baleare⁠(d), Spania) a fost un actor de film austriac. A apărut în 120 de filme între 1944 și 2014. El a fost renumit pentru rolul principal Cliff Allister McLane în serialul de science fiction german Raumpatrouille. S-a născut în Innsbruck, Austria. El a fost căsătorit cu actrița daneză Vivi Bach din 1965 până la moartea ei în 2013.  În 2011 a fost premiat cu Crucea austriacă de Onoare pentru Știință și Artă, clasa I. 

## Filmografie selectată
- Junge Adler (Young Eagles) (1944) - Theo Brakke
- Les Amours de Blanche-Neige (1947) - Joe Burton
- Das Fräulein und der Vagabund (1949) - Gerhard Renken
- Nacht am Mont Blanc (1951) - Vigo, Leutnant der Grenzpolizei
- Love's Carnival (1955) - Leutnant Hans Rudloff
- Bonjour Kathrin (1956) - Duval
- Friederike von Barring (1956) - Müller-Staen jr.
- Kleines Zelt und große Liebe (1956) - Ferry Singer
- Das Mädchen Marion (1956) - Günter Legler, Turnierreiter
- Made in Germany (1957) - Dr. Roderich Zeiss
- Die verpfuschte Hochzeitsnacht (1957) - Alessandro Schulze
- Just Once a Great Lady (1957) - Stefan Riehl
- Spring in Berlin (1957) - Hannes Delk
- Doctor Bertram (1957)
- The Elephant in a China Shop (1958) - Clemens, der Diener
- Schwarzwälder Kirsch (1958) - Peter Benrath
- Sehnsucht hat mich verführt (1958) - Albert Hermann
- Der schwarze Blitz (1958) - Herbert Thanner
- Frauensee (1958) - Ferry Graf Chur
- Die unvollkommene Ehe (1959) - Rolf Beckmayer - Schriftsteller
- Alle Tage ist kein Sonntag (1959) - Mitja Burganoff
- Jons und Erdme (1959) - Direktor der Seifenfabrik
- Du bist wunderbar (1959) - Willi Schultz
- Beloved Augustin (1960) - Franz von Gravenreuth
- Darkness Fell on Gotenhafen (1960) - Gaston
- Im Namen einer Mutter (1960) - Fritz Merlin
- Brainwashed (1960) - Rabbi
- Ingeborg (1960) - Peter
- Sabine und die hundert Männer (1960) - Michael Böhm
- Treibjagd auf ein Leben (1961) - Georg Holst, Gerichtsarzt
- Geliebte Hochstaplerin (1961) - David Ogden
- Adorable Julia (1962) - Tom Fennel (voice, nemenționat)
- Haß ohne Gnade (1961) - Dr. Elmer
- The Longest Day (1962) - Häger's Aide (nemenționat)
- The Legion's Last Patrol (1962) - Petit Prince
- Die glücklichen Jahre der Thorwalds (1962) - Martin Thorwald
- His Best Friend (1962) - Marius Melichar
- Kohlhiesel's Daughters (1962) - Günter Krüger
- Die Nylonschlinge|de}} (1963) - Inspektor Eric Harvey
- Das Rätsel der roten Quaste (1963) - Richard
- Mozambique (1964) - Henderson
- Mystery of the Red Jungle (1964) - Ted Barnekow
- Old Shatterhand (1964) - Cpl. Bush (voice, uncredited)
- Ein Frauenarzt klagt an (1964) - Klaus Petermann
- The Monster of London City (1964) - Dr. Morely Greely / Michael
- Victim Five (1964) - Dr. Paul Bryson
- Secret of the Chinese Carnation (1964) - Dr. Cecil Wilkens
- Ein Ferienbett mit 100 PS (1965) - Hans Rothe
- Black Eagle of Santa Fe (1965) - Captain Jackson (voce, nemenționat)
- Coast of Skeletons (1965) - Piet Van Houten
- A Holiday with Piroschka (1965) - Alfi Trattenbach
- Come to the Blue Adriatic (1966) - Walter Thomas
- Raumpatrouille (1966,  serie TV) - Cliff Allister McLane
- Ski Fever (1966) - Toni
- Kommissar X – Drei grüne Hunde (1967) - Allan Hood / George Hood
- Otto ist auf Frauen scharf (1968) - Christian Bongert
- April - April (1969) - Ambassador
- Come to Vienna, I'll Show You Something! (1970) - Narator
- Die Story (1984) - Showmaster
- The Death of the White Stallion (1985) - Caspar von Schenkenstein
- Raffl (1985) - Pfarrer
- Tanner (1985) - Steiner
- Torquemada (1989)
- African Timber (1989) - Brasser
- Journey of Hope (1990) - Massimo
- Mirakel (1990)
- Go Trabi Go 2 – Das war der wilde Osten (1992) - Gustav Hohenstein
- Brandnacht (1993) - Joshua Jordi
- Rosen aus Jericho (1994)
- Jeden 3. Sonntag (1995)
- Es war doch Liebe? (1995)
- Eine fast perfekte Scheidung (1997) - Dr. Hofbauer
- Back in Trouble (1997) - Dinkelmann
- Am I Beautiful? (1998) - Juan
- Leo und Claire (2001) - Anwalt Dr. Richard Iphraim Herz
- Handyman (2006) - Dr. Meyer